# Trupele Jägerilor finlandezi

## Istoria mișcării Jägerilor

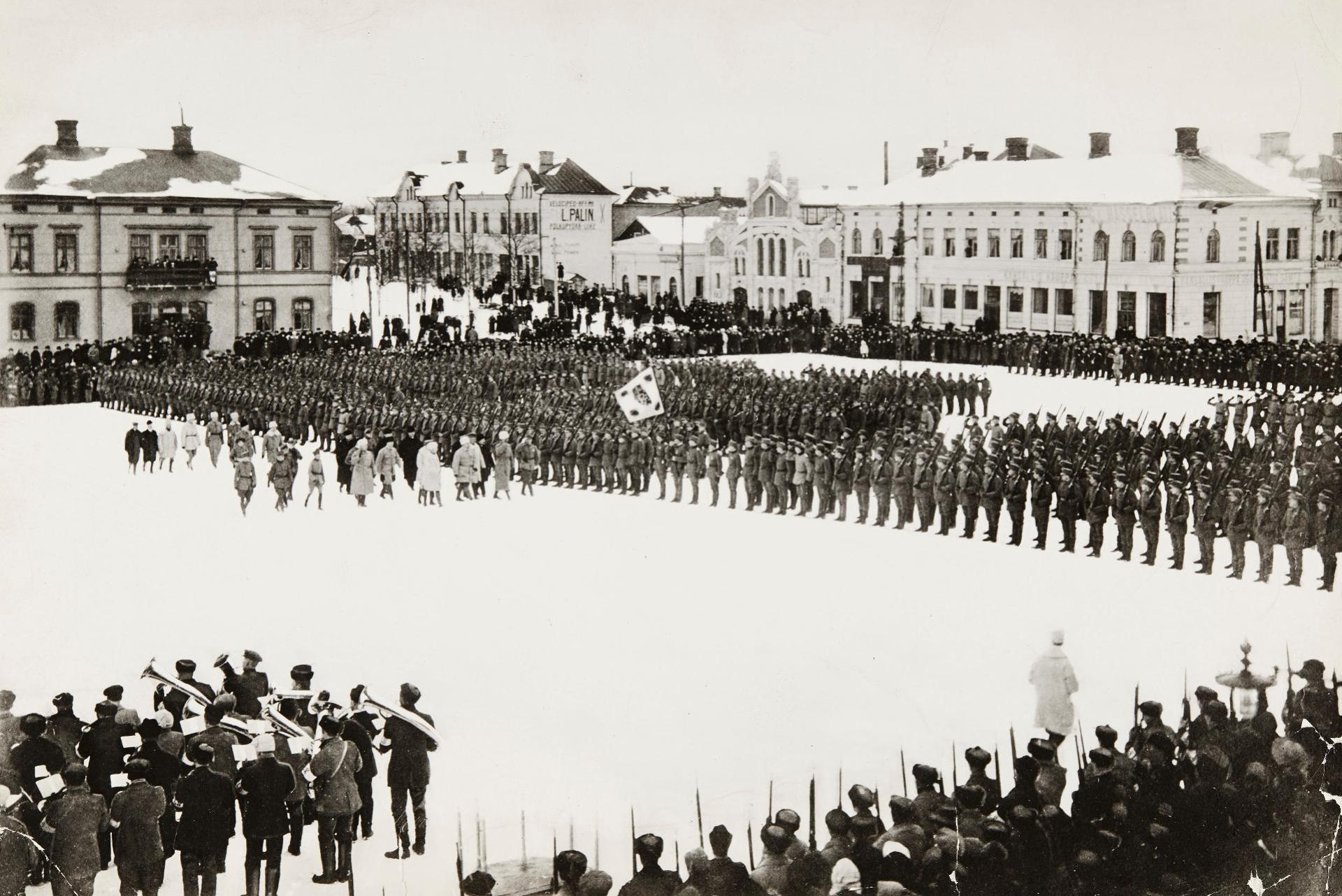
Jägerii finlandezi defilând în piaţa oraşului Vaasa

Trupele Jägerilor finlandezi erau formate din voluntari din Finlanda antrenați în Germania ca jägeri (infanterie ușoară de elită) în timpul primului război mondial. A fost unul dintre mijloacele prin care Germania a încercat să slăbească Rusia și să-i provoace pierderi teritoriale în vestul imperiului. 
Recrutarea voluntarilor Jäger din Marele Ducat al Finlandei din componența Imperiului Rus ar fi trebuit să fie o operațiune secretă. 
Recruții erau transportați peste granița vestică a Finlandei, prin Suedia, până în Germania, unde voluntarii au fost încadrați în Batalionul al 27-lea de Infanterie Regală Prusacă. Batalionul de jägeri finlandezi a participat la luptele de pe frontul de răsărit în rândurile armatei germane, începând cu anul 1916. 
După izbucnirea războiului civil din Finlanda, jägerii care au dorit să intre în rândurile armatei finlandeze „albe” (nesocialiste) au fost lăsați la vatră. În Finlanda, acești voluntari erau numiți simplu „Jägerii” (în limba finlandeză Jääkärit). 
Contribuția lor la victoria albilor a fost crucială, atât prin pregătirea militară, cât și prin ridicarea moralului camarazilor lor. Fiind antrenați ca trupe de elită, voluntarii jägeri au fost folosiți și pe post de ofițeri ai militarilor neatrenați din războiul civil. 
Imediat după încheierea războiului, voluntarilor li s-a acordat dreptul de a folosi cuvântul Jäger în numele gradelor lor militare. Mulți Jägeri au continuat cariera militară. În anii 1920, dușmănia mai veche dintre ofițerii cu trecut în trupele Jäger și cei care serviseră în armata imperială țaristă a fost tranșată în favoarea jägerilor. Cei mai mulți comandanți din războiul de iarnă proveneau din rândurile voluntarilor antițariști. 
Marșul Jägerilor compusă de Jean Sibelius, pe versurile jägerului Heikki Nurmio, a fost marșul de onoare al multor detașamente ale armatei.

## Jägerii în zilele noastre
În zilele noastre, recruții finlandezi din infanterie sunt în general numiți "jägeri". Pentru misiuni de război se face o deosebire între unitățile de infanterie și cele de jägeri, cele din urmă fiind mai bine echipate și diferit antrenate.